# Paweł Holc
Paweł Leszek Holc (Lublino, 21 giugno 1971) è un ex calciatore polacco, di ruolo centrocampista.

## Carriera

### Club
Holc giocò per il Budowlani Lublin, prima di passare al Górnik Łęczna. In seguito, vestì le maglie del Lublinianka, dello Stal Stalowa Wola e dello Stomil Olsztyn. Tornò poi al Górnik Łęczna. Successivamente, fu in forza al Wisła Płock e al DKS Dobre Miasto, prima di passare ai norvegesi dell'Asker, dove chiuse la carriera.